# Ristipalo
Ristipalo är en ort i Estland. Den ligger i Räpina kommun och landskapet Põlvamaa, i den sydöstra delen av landet, 220 km sydost om huvudstaden Tallinn. Ristipalo ligger 39 meter över havet och antalet invånare är 269.
Terrängen runt Ristipalo är mycket platt. Runt Ristipalo är det glesbefolkat, med 10 invånare per kvadratkilometer. Närmaste större samhälle är Räpina, 1,9 km norr om Ristipalo. Omgivningarna runt Ristipalo är en mosaik av jordbruksmark och naturlig växtlighet.